# 14367 Hippokrates
14367 Hippokrates è un asteroide della fascia principale. Scoperto nel 1988, presenta un'orbita caratterizzata da un semiasse maggiore pari a 3,1426199 UA e da un'eccentricità di 0,1993273, inclinata di 1,37815° rispetto all'eclittica.